# يايم بيريز
يايم بيريز هي لاعبة رمي القرص كوبية، فازت بالميدالية البرونزية في أولمبياد 2020.